# 劉聖雪
劉聖雪（英語：Dana Lau Sing-she，1990年1月3日—），法律博士，現任香港東區區議會地區委員會界別議員、青年發展委員會委員、青年廣場管理諮詢委員會委員、東區青年發展及公民教育委員會委員、康城分區委員會委員，曾任東區撲滅罪行委員會、東區區議會轄下規劃、工程及房屋委員會增選委員、新民黨青年委員會副主席。

## 簡歷
劉聖雪中學於嘉諾撒聖方濟各書院就讀，畢業於美國加洲大學聖地牙哥分校，主修生理及神經學，畢業後返港工作，分別於香港大學、香港中文大學醫學院及聯合國兒童基金會工作，曾參選2015香港小姐競選，晉身十六強，曾先後被邀到TVB兒童節目《Think Big天地》擔任科學講師及文化新領域做節目，及拍攝2015年香港區議會選舉及電視宣傳廣告。